# Crest Ault
Crest Ault är en bergstopp i Schweiz.   Den ligger i regionen Imboden och kantonen Graubünden, i den östra delen av landet, 150 km öster om huvudstaden Bern. Toppen på Crest Ault är 1 910 meter över havet.
Terrängen runt Crest Ault är huvudsakligen bergig, men åt nordväst är den kuperad. Närmaste större samhälle är Chur, 14,8 km nordost om Crest Ault. 
I omgivningarna runt Crest Ault växer i huvudsak blandskog. Runt Crest Ault är det ganska tätbefolkat, med 179 invånare per kvadratkilometer.